# كانو بانيرجي
كانو بانيرجي (بالإنجليزية: Kanu Banerjee)‏ هو ممثل هندي (وحمل سابقاً جنسية الراج البريطاني)، ولد في 20 يونيو 1905 في جودبور في الهند، وتوفي في 27 يناير 1983.

## أعماله
- أغنية الطريق الصغير

## وصلات خارجية
- كانو بانيرجي على موقع IMDb (الإنجليزية)
- كانو بانيرجي على موقع قاعدة بيانات الفيلم (الإنجليزية)
- كانو بانيرجي على موقع كينوبويسك (الروسية)